# José Molina Plata
José Molina Plata (c. 1915-1998) fue un periodista español.

## Biografía
Nacido en la localidad granadina de Ogíjares, en su juventud se afilió a Falange. Durante la Guerra civil formó parte de la sección de prensa y propaganda de la Falange granadina, llegando a dirigir el semanario Patria.
Desarrolló su carrera profesional en medios pertenecientes a la cadena de prensa del «Movimiento». En sus primeros años estuvo al frente de los diarios La Voz de España de San Sebastián y F.E. de Sevilla. En 1946 pasó a dirigir el diario vespertino Sevilla, y tiempo después sería puesto al frente del Levante, periódico que dirigió entre 1951 y 1953. Posteriormente dirigió el diario El Alcázar en Madrid y también ejerció como director-adjunto de Solidaridad Nacional en Barcelona.
Durante la etapa de Manuel Fraga al frente del Ministerio de Información fue nombrado subdirector general de Prensa, cargo que ejerció entre 1962 y 1965. Durante algún tiempo llegó a impartir clases en la Escuela Oficial de Periodismo. Posteriormente, en 1966, fue nombrado director del diario Hierro de Bilbao, y en 1967 fue nombrado director de los diarios donostiarras Unidad y La Voz de España. En 1973 fue nombrado nuevamente director de Levante, aplicando diversas reformas y una política informativa más aperturista. Mantuvo este puesto hasta su jubilación en 1980.
Falleció en Valencia en noviembre de 1998, a los 83 años.